# Плакат

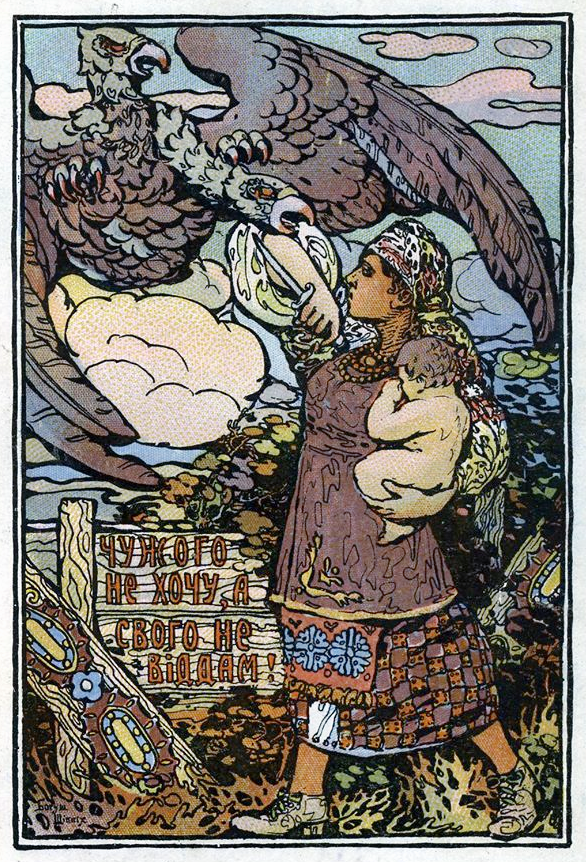
Плакат «Чужого не хочу, а свого — не віддам!» Богуша Шіппіха часів УНР, 1917 рік

Плака́т (постер, нім. Plakat, фр. placard — оголошення, афіша, від plaquer — наклеїти, лат. placatum — повідомлення, свідоцтво) — різновид графіки.

## Історія
Історичними попередниками сучасного плакату вважають гравюри Німеччини початку 16 ст. великого розміру в добу Селянської війни. Їх називали тоді «летючі аркуші», бо вони виконували агітаційну роль.
З розвитком театрального мистецтва в Західній Європі поширення отримала театральна афіша (театральний різновид плакату), що мав зазвичай текст оголошення про майбутню виставу. Афіша набула значного поширення у 19 столітті, коли до її створення залучили літографію. Поряд з текстами почали з'являтися і зображення, що підвищувало візуальні і впливові характеристики плакатів.

## Загальна характеристика
Витвір мистецтва, різновид тиражованої графіки. Лаконічне, помітне, найчастіше кольорове зображення з коротким текстом, виконане, як правило на великому аркуші паперу, виготовляється з рекламною, інформаційною, навчальною метою. Сучасний плакат — це найчастіше поліграфічне виконання художнього оригіналу. Основні вимоги до плакату такі: плакат повинен сприйматися з великої відстані, бути помітним на фоні інших засобів візуальної інформації. Плакат — барвисте рекламне видання великого формату.

## Види
- соціальний плакат — плакат, який пропагує базові соціальні цінності. В соціальному плакаті відображені соціальні прояви особистості, специфіка соціальних взаємовідносин в суспільстві, значущі соціальні проблеми, загрози та лиха[1][2]
- Авторський — це виставковий варіант[3]; ближчий до мистецтва, він глибший та суб'єктивніший
- масовий — безособовий, безіменний[3]; маєь спонтанний характер, має тимчасовий епізодичний контакт з глядачем.

## Мистецьке становлення
Плакат і афіша мали значний вплив книжкової ілюстрації та станкової графіки, що пройшла до 19 століття значний історичний розвиток. Широкі можливості удосконаленої техніки кольорової літографії додали афішам і плакатам яскравості, кольорової насиченості. Плакат почав слугувати також рекламі товарів, тоді як афіша була зосереджена на подіях культурних, мистецьких, театральних, благодійних.

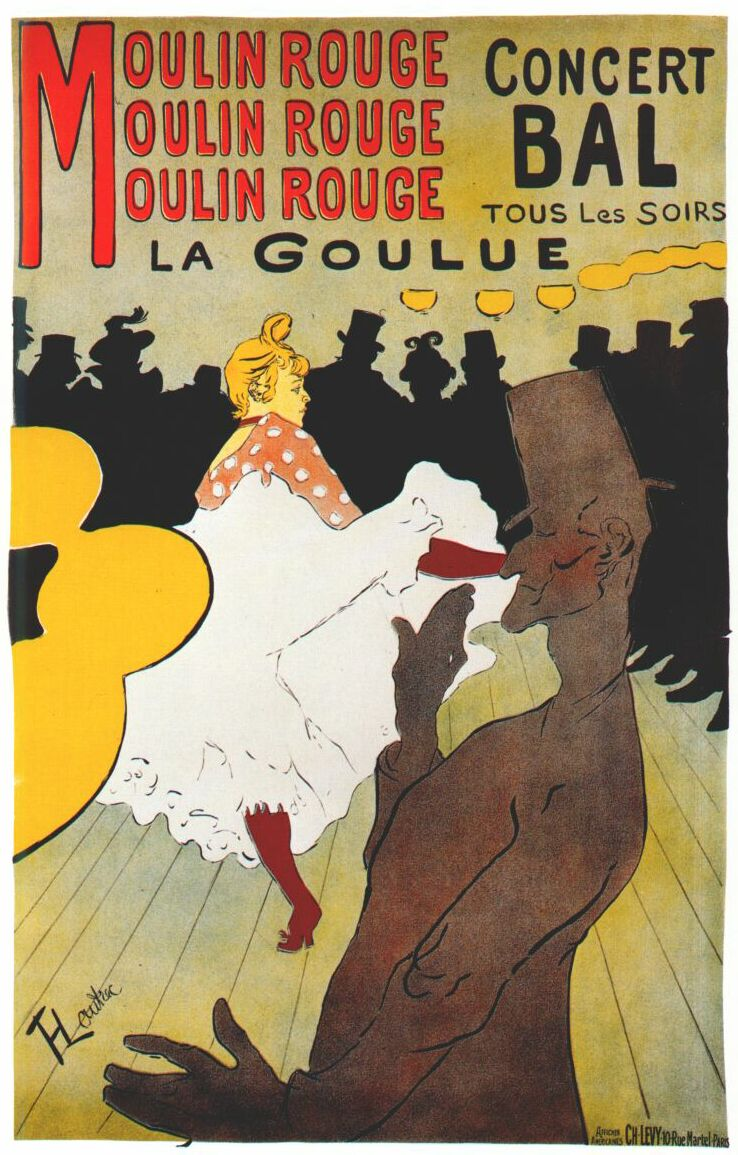
Плакат «Мулен Руж — Ла Гулю» Анрі Тулуз-Лотрека, 1891 рік
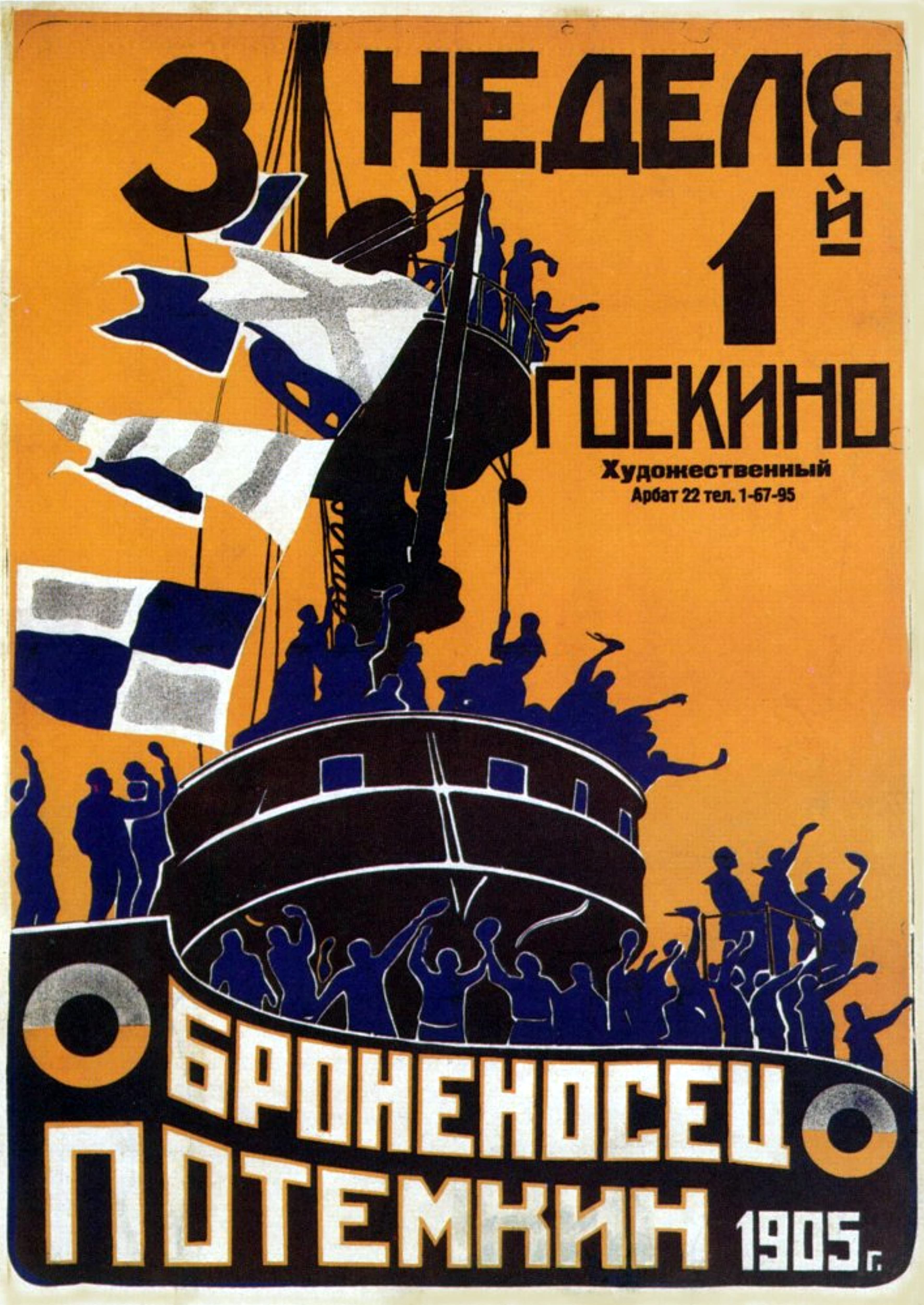
Рекламний плакат фільму «Броненосець Потьомкін»
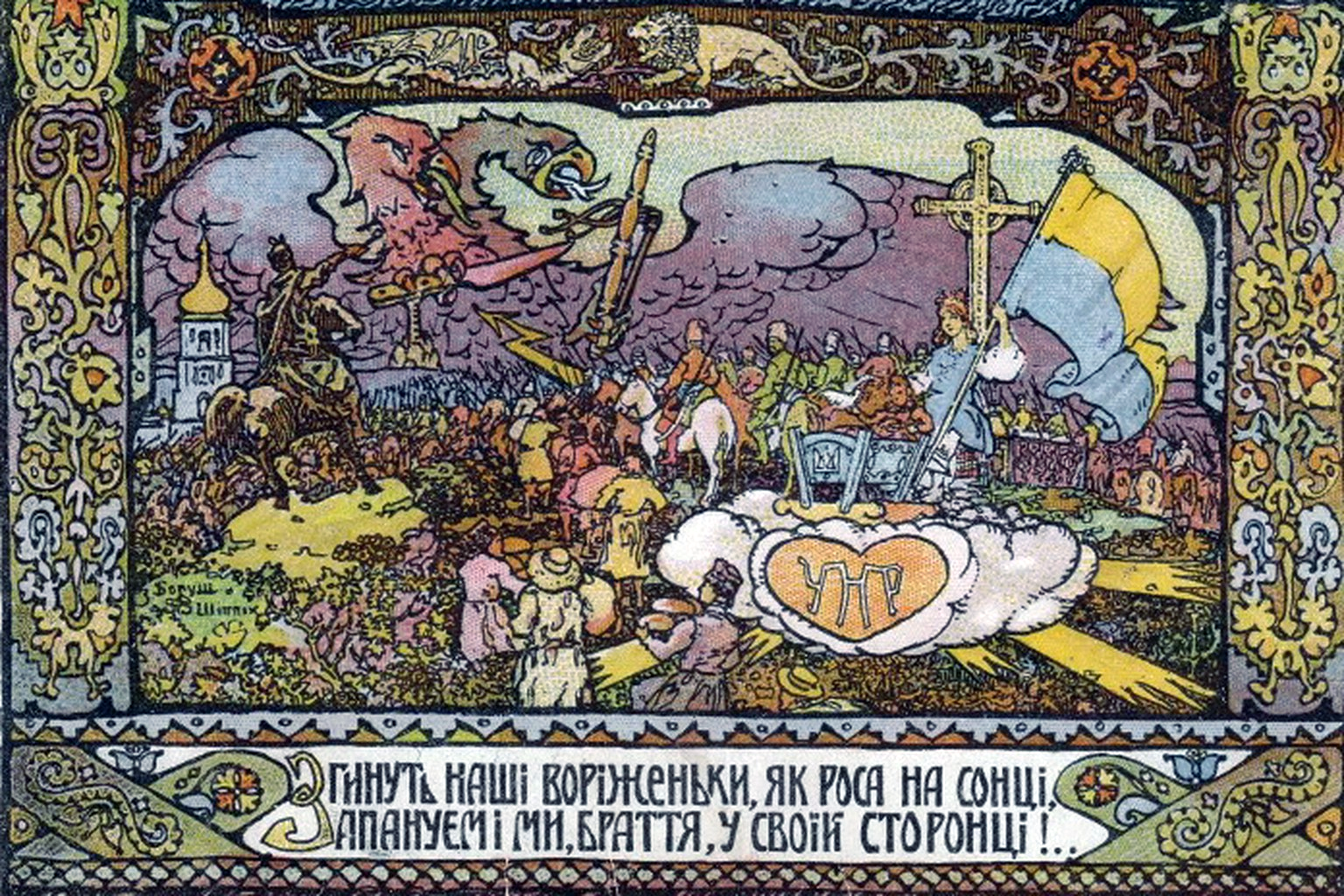
Листівка-плакат Богуша Шіппіха «Згинуть наші воріженьки, як роса на сонці, запануєм і ми браття у своїй сторонці!..», 1917 рік
Рекламний плакат про Радянську Україну для Інтуристів, початок 1930-х років
Рекламний плакат про Радянську Україну, Ялта, Крим, початок 1930-х років
Радянська Україна для інтуристів, Харків, рекламний плакат, початок 1930-х років

### Наближення до мистецтва

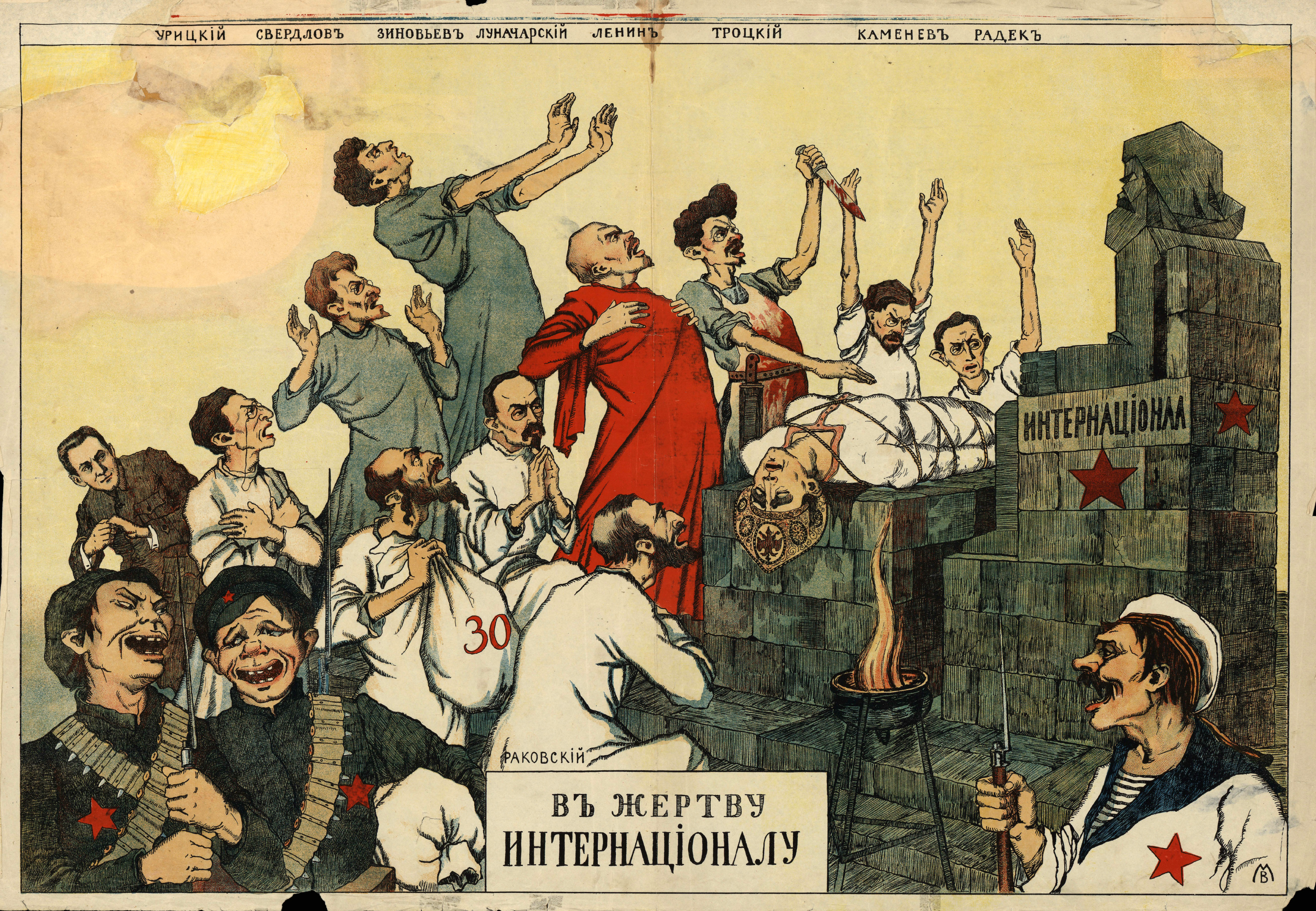
Плакат «В жертву Інтернаціоналові», ОСВАГ, Харків, 1919 рік

Наприкінці 19 століття плакат пережив справжнє піднесення. Робити плакати не вважали непрестижним ремеслом талановиті майстри багатьох країн Західної Європи та США. Особливо яскраві зразки створені у Франції, що мала честь країни художньої ініціативи в 19 столітті. До створення плакатів звернувся значний прошарок інтернаціональних митців:
- Анрі Тулуз-Лотрек (француз)
- Альфонс Муха (чех)
- Джеймс Монтгомері Флегг (американець)
- Леєндекер (американець)

Надзвичайною була кількість митців 20 століття, що звернулась до створення плакатів і через попит торговельних фірм, і через агітаційну навалу політичних партій різного спрямування.

## Російська імперія

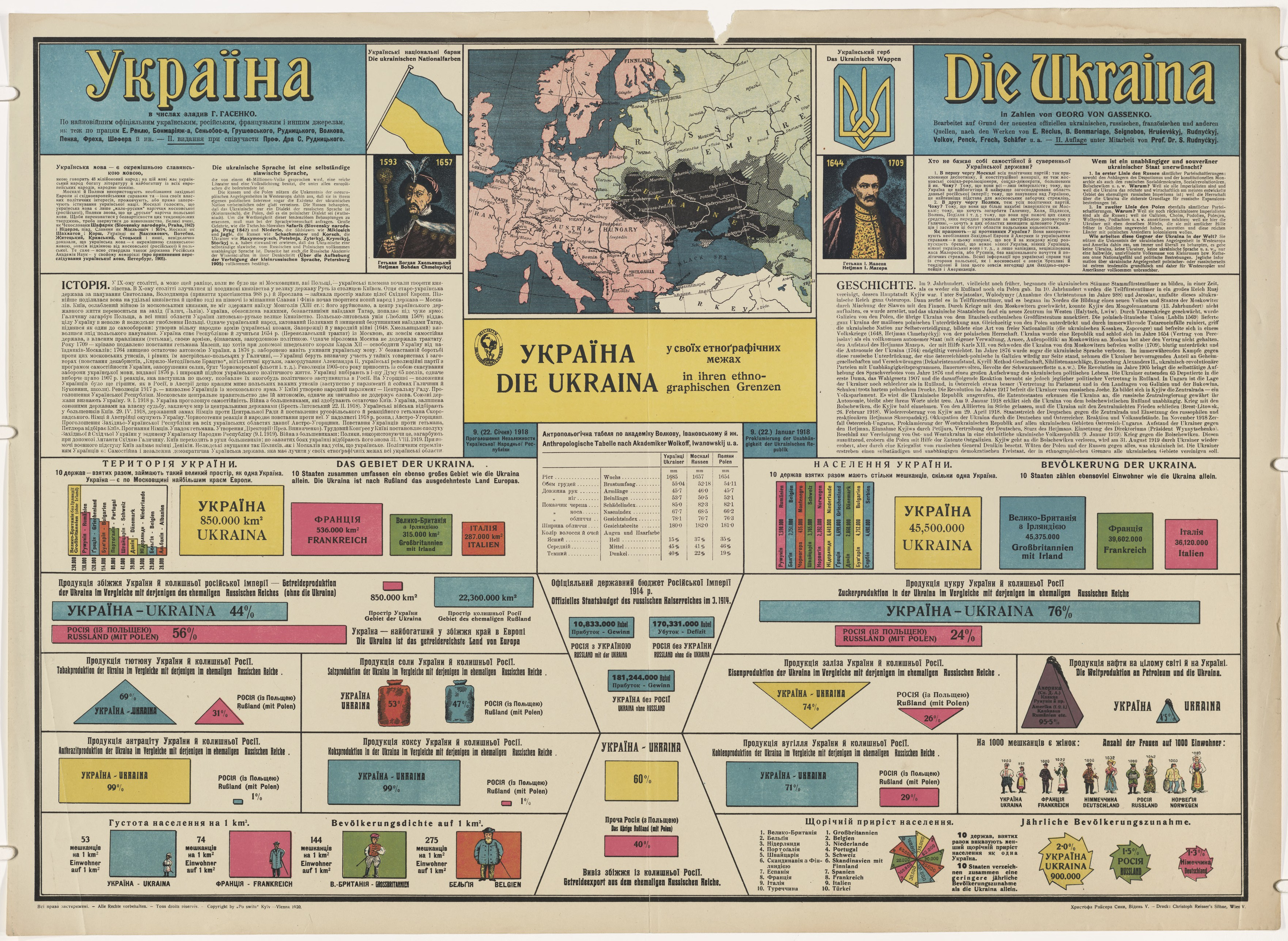
Двомовний плакат «Україна» з інфографікою та мапою «Україна у своїх етноґрафічних межах», зладженими Георгом Гасенком та Степаном Рудницьким, 1920 рік

Свій розквіт в коротку добу економічного піднесення, на зламі 19 — 20 століть, пережив плакат і в Російській імперії. До створення плакатів звернулися російські митці, що спеціалізувалися на книжковій гравюрі, гравюрі станковій та малярстві. Це вирізнило російський плакат у особливу ланку значної мистецької вартості. Російські митці добре знали досягнення майстрів плакату Західної Європи і через відвідини Парижу, і через виставки. Одна з перших виставок плакату пройшла в містах Російської імперії вже у 1897 році в столичних Петербурзі, Москві, Києві, куди привозили плакати Анрі Тулуз Лотрека та Альфонса Мухи. Нічим не гірші були плакати і афіші російських майстрів, до створення яких звертались:
- Білібін Іван Якович (афіша концерту « Духовные песнопения в Московской консерватории», 1910 р.)
- Васнецов Віктор Михайлович
- Гончарова Наталія Сергіївна
- Коровін Костянтин Олексійович
- Ларіонов Михайло Федорович (афіша лекції Іллі Зданевича про нову поезію, 1921 р.)
- Бакст Леон (рекляма благодійного базару ляльок, афіша вистави "Мученичество Св. Себастьяна " для балерини Іди Рубінштейн)
- Сомов Костянтин Андрійович(плакат виставки «Русских и финляндских художников», 1897 р.)
- Судєйкін Сергій Юрійович (афіша карнавалу Російського мисливського клубу, 1914 р.)
- Сєров Валентин Олександрович (афіша до концерту балерини Анни Павлової)
- Пашков Г. П.
- Феофилактов (агітація на передплату журналу «Золотое Руно», 1900 р.)
- Филиппов А. Ф.

## Українські майстри плакату
- Босенко Василь Васильович

## Колекціонування та музеєфікація

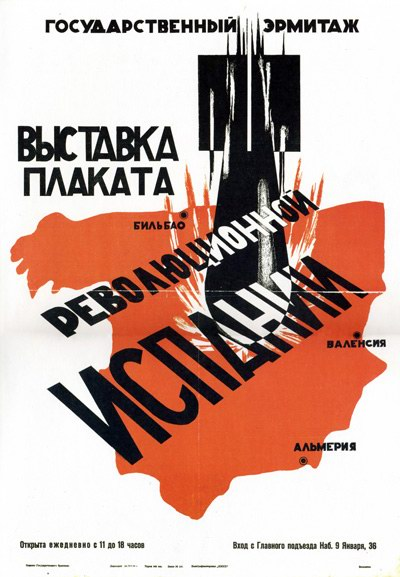
Реклама чергової виставки Ермітажу

Вже плакатна продукція Тулуз-Лотрека стала речами колекційними. Лави колекціонерів афіш і плакатів весь час зростали і через дешевизну предметів колекціонування, і через їх мистецьку вартість як для приватних осіб, так і для театральних, а пізніше і художніх музеїв:
- Театральні афіші і плакати збирав Театральний музей імені Бахрушина через специфіку свого музейного закладу.
- Мав колекцію плакатів та книжкових знаків (екслібрисів) бібліофіл Федоров Ф. Ф. Вже у 1933 році ця колекція стала надбанням Третьяковської галереї.
- Колекціонером плакатів (і тиражної графіки взагалі) був художник Ларіонов Михайло Федорович (1881 — 1964). Його колекція не пропала і після смерті. По заповіту її теж передали до складу Третьяковської галереї.
- Свою значну колекцію тиражної графіки (афіш і плакатів) давно формує Державний Ермітаж (Санкт-Петербург).
- Плакати і афіші відомих художників — лоти на мистецьких аукціонах.
- Виникли перші музеї, спеціалізовані лише на плакатах (Польща, Росія тощо).
- музей плакату України — найменшого музею світу[1].

## Аналіз плакату

### Контент-аналіз
Такий запропонований прибалтійськими дослідниками (2008); було відділено текст і зображення, причому першому надалося більшого значення.
Особливості:
- серед одиниць контент-аналізу були такі, як однозначність тексту, лаконічність, рима, вислів або крилата фраза, побажання, звеличення.
- Окремо виділялися звернення до реципієнта: на «ти» чи на «ви».
- Месиджі поділялися за принципом синтаксичних конструкцій: розповідні речення, питальні, спонукальні, окличні.
- В свою чергу спонукальні речення, яких в радянській плакатистиці виявилося більше за все, розглядалися з точки зору прямих та непрямих способів прояву спонукання. До прямих дослідники віднесли дієслівні, називні, прислівникові конструкції. Мовний етикет також був предметом дослідження.

### Проєктний метод
Запропонований Порфімович.
Перший — встановлення мети. Вона має співвідноситися з соціальним замовленням суспільства. з огляду на те, що плакат є засобом комунікації, дизайн-процес плаката виглядає так:
Соціальна ідея (предмет комунікації) — дизайнер, художник (суб'єкт) — соціальний плакат (повідомлення) — споживач (об'єкт впливу) — ефект впливу.
Другий етап «проєктної моделі» плакату — етап концептуальний. На ньому відбувається розробка базової творчої ідеї плакату, визначаються принципи взаємодії візуальної та текстової складових плакату.
Третій етап — етап візуального втілення. Тут задіяні засоби візуально-графічні: композиція, стилістика, кольорове рішення, шрифти, графічні техніки тощо.